# Vitos Weilmünster

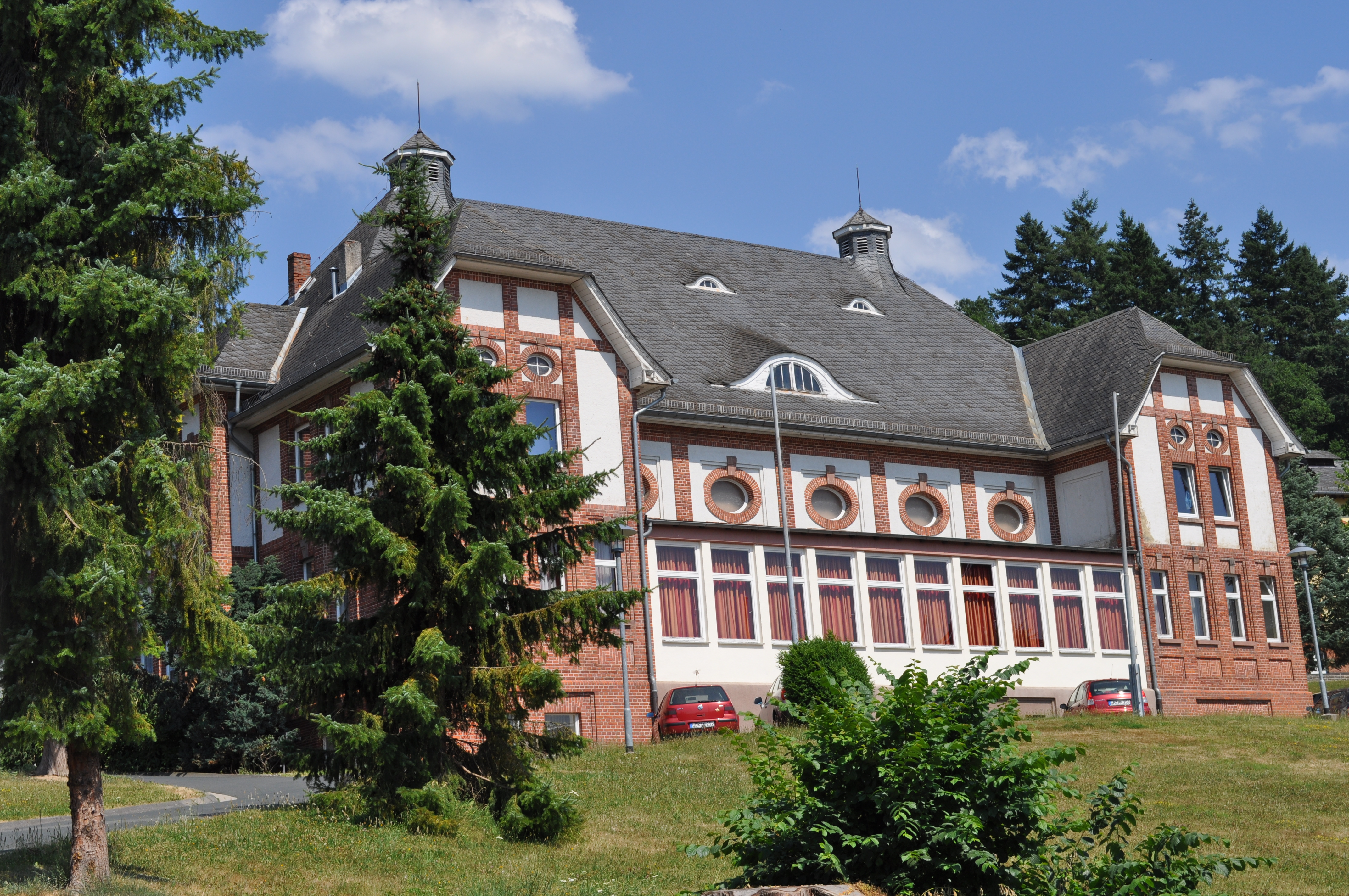
Patientengebäude

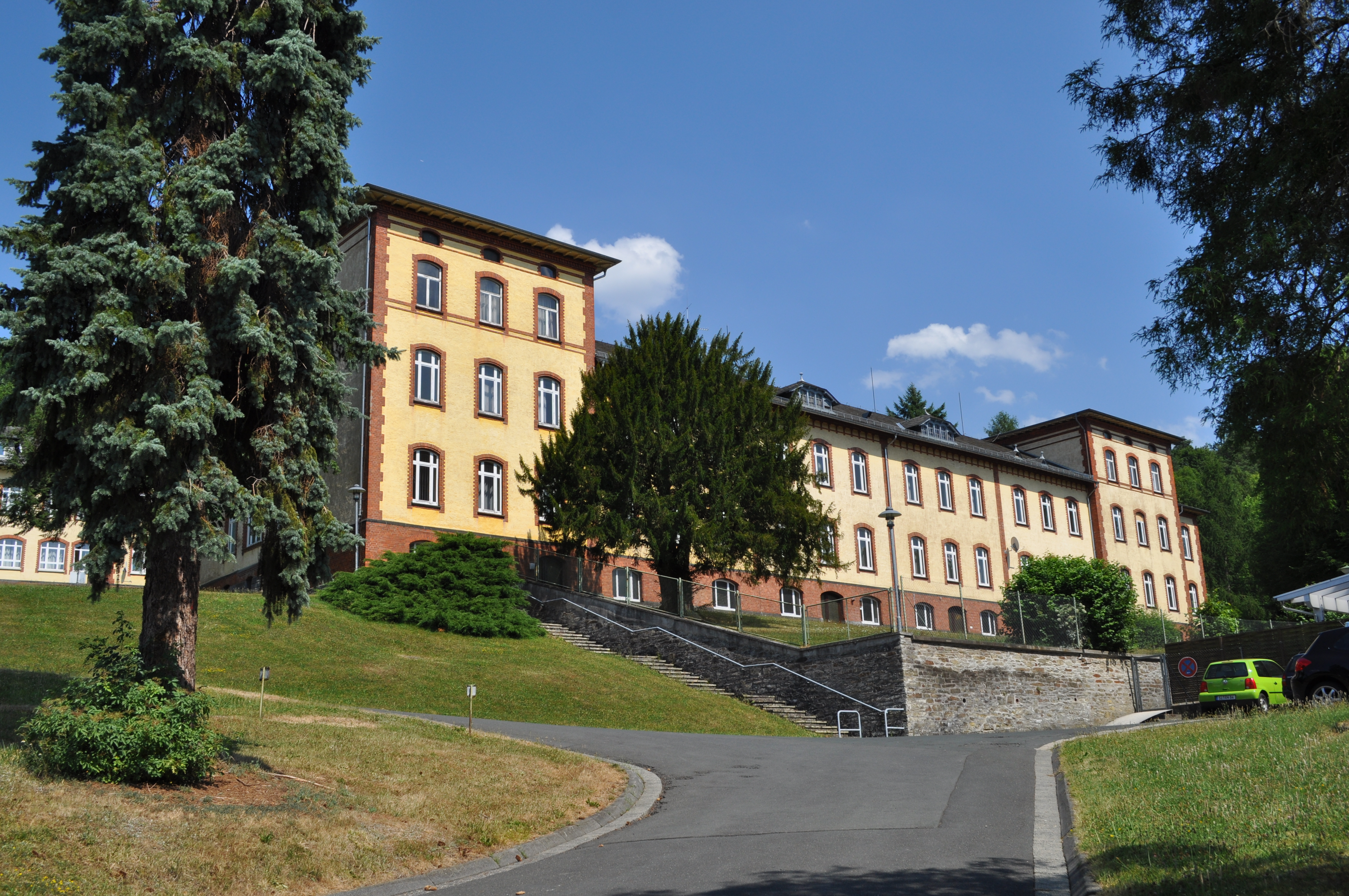
Patientengebäude

Das Klinikum Weilmünster ist eine neurologische Klinik in Weilmünster (Hessen). Seit der Umstrukturierung 2008 firmiert es unter dem Namen Vitos Weilmünster gemeinnützige GmbH und gehört zur Vitos GmbH, die wiederum Tochter des Landeswohlfahrtsverbandes Hessen ist.

## Geschichte

### Gründung und Anfangsjahre
1897 wurde in Weilmünster die Provinzial-Irrenanstalt unter dem Namen „Heil- und Pflegeanstalt“ gegründet. Die Einrichtung des preußischen Regierungsbezirks Wiesbaden nahm am 25. Oktober 1897 die ersten Patienten auf. Die Klinik, weit außerhalb der Ballungsräume gelegen, war als Großklinikum mit mehr als 1.000 Patienten konzipiert. Wie damals für Irrenhäuser üblich, war die Anlage außerhalb des Ortes gelegen.
Während im Waldkrankenhaus Köppern ein reformorientierter Therapieansatz betrieben wurde, legte man in Weilmünster einen konservativen Ansatz zugrunde, der darauf zielte, die Patienten von der Welt der Gesunden zu isolieren, zu disziplinieren und in der Anstalt dauerhaft festzuhalten. Siehe auch Geschichte der Psychiatrie.
Der Erste Weltkrieg führte zu einer massiven Verschlechterung der Versorgung der Bevölkerung mit Lebensmitteln. In der Folge stieg die Sterblichkeit unter den Patienten deutlich an.

### Tuberkuloseheim in der Weimarer Republik
Mit dem Beginn der Weimarer Republik wurde die Klinik in ein Sanatorium der Tuberkulosefürsorge für Kinder umgewandelt. Die gesunde Luft des Hintertaunus wurde als gesundheitsförderlich angesehen. Die Sparpolitik Heinrich Brünings in der Weltwirtschaftskrise führte zur Schließung der Tuberkuloseklinik. Die Anlage wurde erneut als Klinik für Geisteskranke genutzt.

### Krankenmorde in der Zeit des Nationalsozialismus

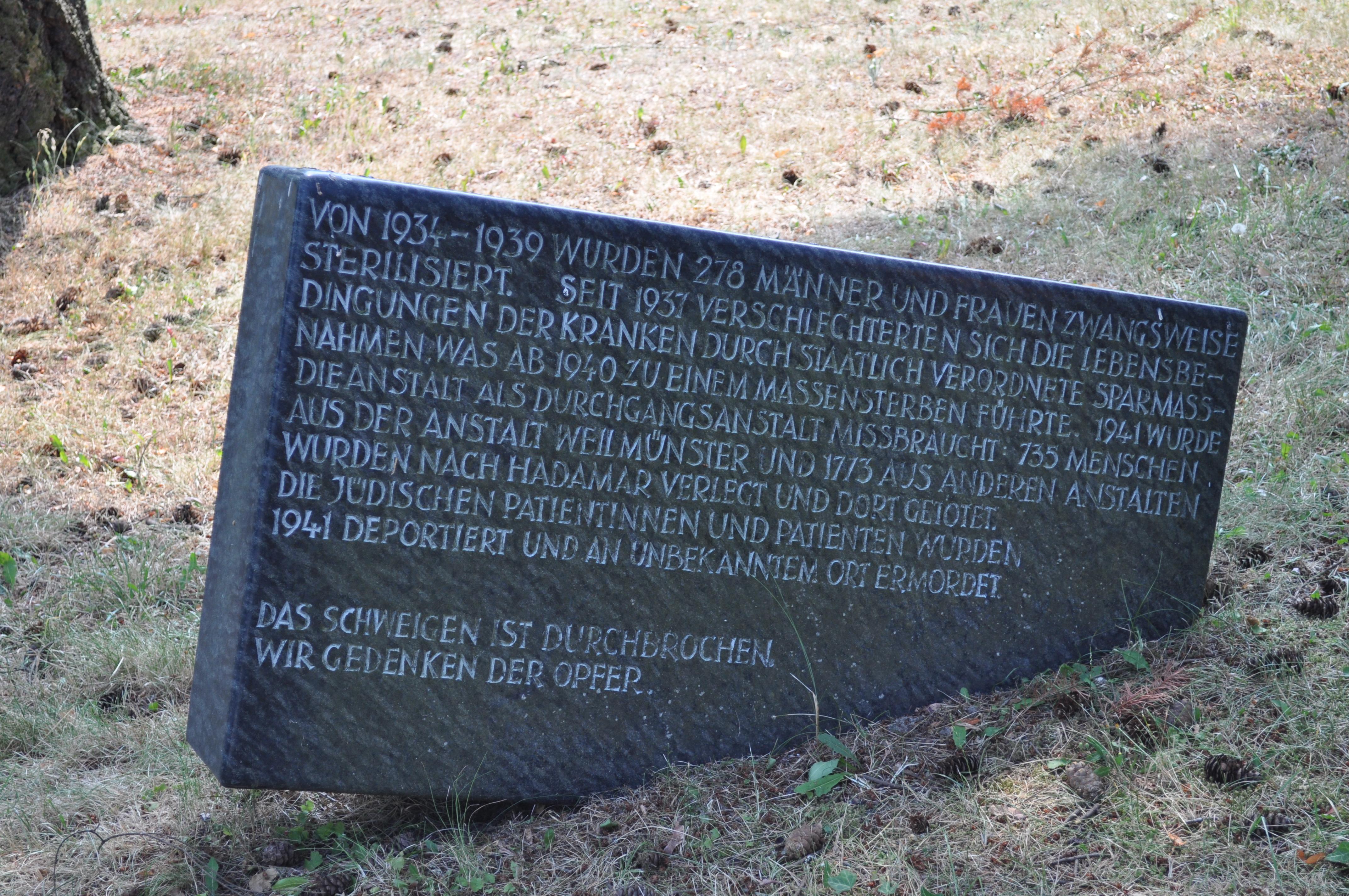
Gedenkstein im Klinikum Weilmünster an NS-Zwangssterilisierung

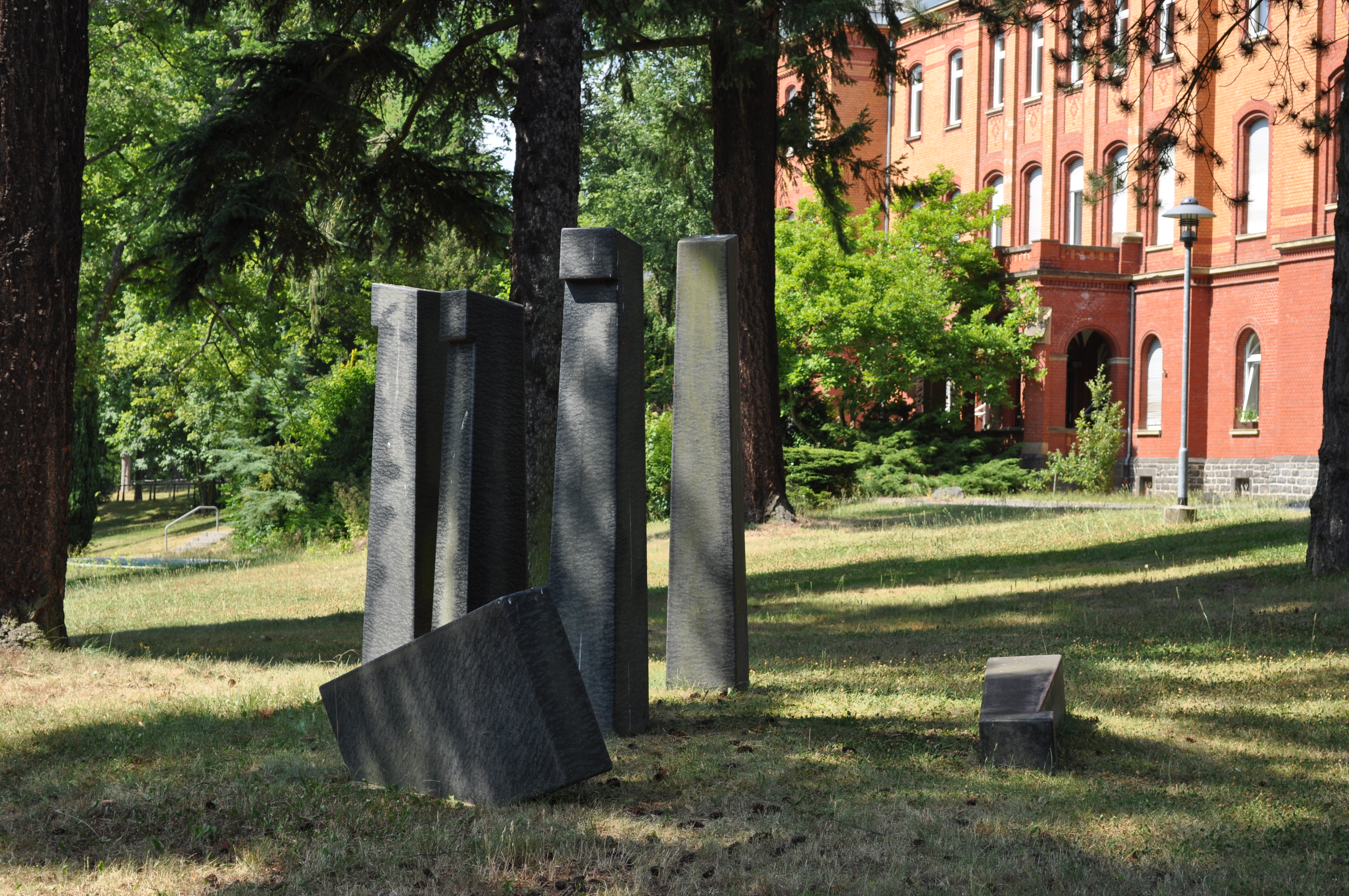
Gedenkstein im Klinikum Weilmünster an NS-Zwangssterilisierung

In der Zeit des Nationalsozialismus wurde die Klinik zum Tatort der Verbrechen der nationalsozialistischen Rassenhygiene. Aufgrund des Gesetzes zur Verhütung erbkranken Nachwuchses wurden in Weilmünster 1934 bis 1939 insgesamt 278 Personen zwangssterilisiert.
1940 wurde das Klinikum im Rahmen der Aktion T4 zur „Zwischenanstalt“ Weilmünster erklärt, wie unter anderem auch der Kalmenhof in Idstein, die Pflegeanstalt Andernach und die Anstalt Scheuern. Allein in diesem Jahr wurden 735 Patienten aus Weilmünster und 1773 Patienten aus anderen Anstalten in die NS-Tötungsanstalt Hadamar verlegt und dort ermordet. Insgesamt fanden etwa 6.000 Menschen im Rahmen der nationalsozialistischen Krankenmorde den Tod, die in Weilmünster als Patienten lebten.
Eine Reihe von Patienten starb durch Unterernährung, pflegerische Vernachlässigung, aber wohl auch durch gezielte medikamentöse Tötungen direkt in Weilmünster. Zwischen 1940 und 1945 starben in Weilmünster über 3000 Patienten. Siehe hierzu den Friedhofsabschnitt.
Nachdem die psychiatrischen Patienten ermordet worden waren, entstand Platz für die Einrichtung eines Heereslazarettes. Offiziell für 1200 Patienten geplant, waren bis zu 2000 kranke Soldaten hier untergebracht. Das „Militär-Lazarett“ bestand bis Anfang 1947.

### Nassauisches Kindersanatorium
Nach der Auflösung des Lazarettes wurde der Klinikkomplex ab 1946 unter dem Namen „Nassauisches Kindersanatorium“ wieder als Kinderheim genutzt. Neben der Tuberkulosebehandlung war auch die Betreuung von Kriegswaisen Teil der Aufgabe. Mit über 1500 Insassen war die Anlage deutlich überbelegt. Daneben wurden zunehmend wieder psychisch Kranke betreut.
Im Jahr 1953 übernahm der neu gegründete Landeswohlfahrtsverbandes Hessen die Trägerschaft der Einrichtung und betrieb die Sanierung der Bauten.

### Psychiatrisches Krankenhaus
Seit 1963 wurde die Klinik wieder vollständig als psychiatrisches Krankenhaus genutzt. Während anfangs über 1.000 Patienten im Klinikum untergebracht waren, wurden die Stationen in den 1970er und 1980er Jahren kontinuierlich verkleinert und die Betreuung verbessert. Auch wurde eine ambulante Betreuung von psychisch Kranken eingeführt.
Ab 1988 wurde die neurologische Abteilung deutlich ausgebaut. 1996 übernahm die Klinik den Versorgungsauftrag der Taunusklinik Falkenstein und steigerte die Gesamtbettenzahl des Hauses auf knapp unter 200.
Seit 1998 führt das Klinikum Weilmünster die Gesellschaftsform gemeinnützige GmbH.

## Walter-Adloch-Heim
Seit 1989 besteht auf dem Gelände der Klinik eine heilpädagogische Einrichtung, das „Walter-Adlhoch-Heim“ zur Betreuung von erwachsenen Menschen mit geistiger Behinderung. Dieses Heim ist nach dem ehemaligen Krankenhausseelsorger Kaplan Walter Adloch benannt. Er brachte den Mut auf, sich 1943 öffentlich gegen die Ermordung der geistig Behinderten zu wenden. Er wurde von der SS verhört und erhielt Hausverbot. Sämtliche Wohngruppen des Walter-Adloch-Heims wurden 2016 von der Vitos Teilhabe gGmbH übernommen. 
Die Heilpädagogische Einrichtung „Walter-Adloch-Heim“ betreut und begleitet bis zu 156 erwachsene Menschen mit geistiger Behinderung und Mehrfachbehinderungen. Neben den Wohnangeboten in Weilmünster verfügt die Heilpädagogische Einrichtung zusätzlich über Außenwohngruppen in Friedberg und Löhnberg.

## Heutige Klinik

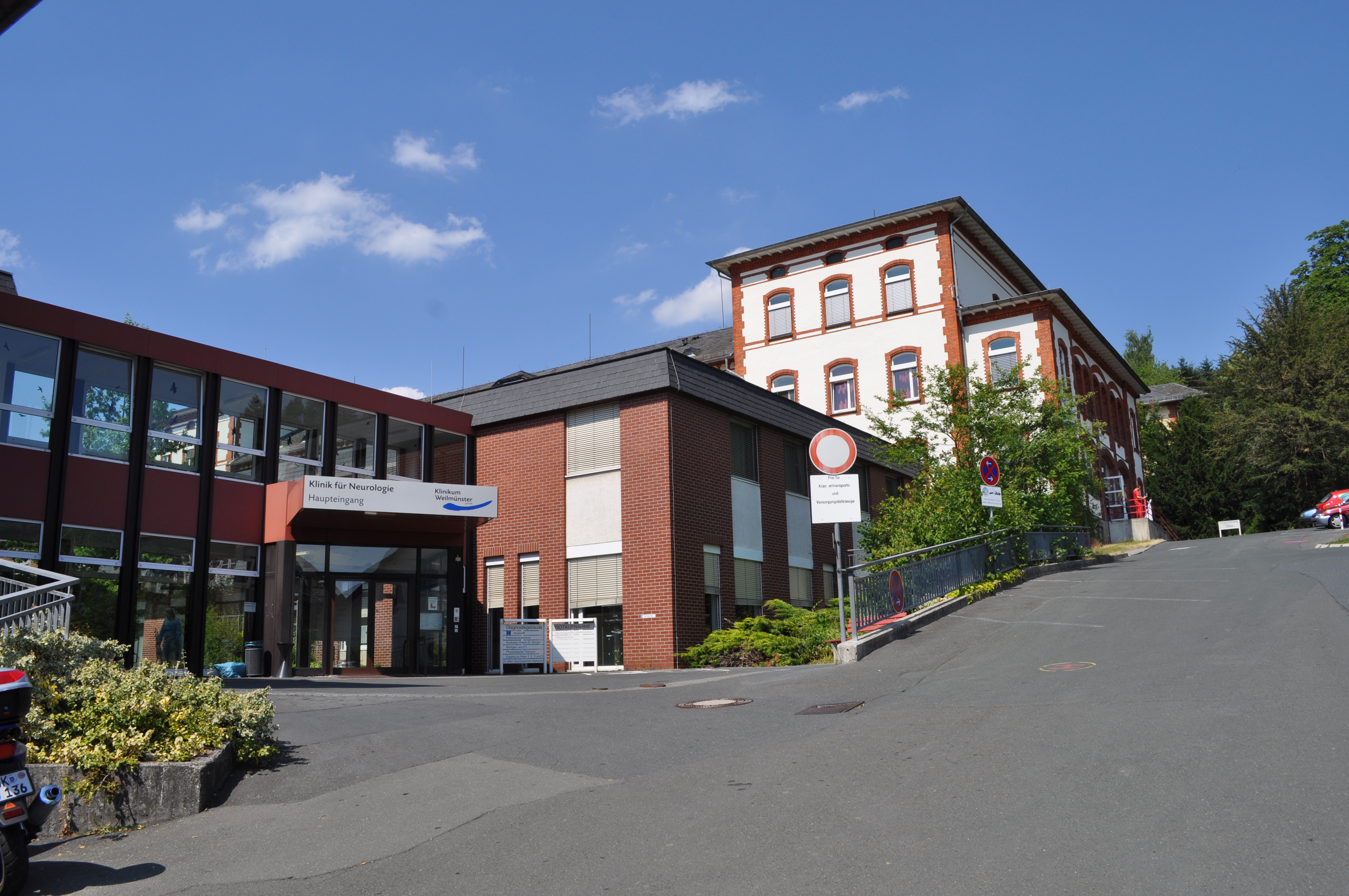
Haupteingang Neurologie

Auf dem Gelände befinden sich derzeit drei Kliniken: Die psychiatrische, neurologische und psychosomatische Klinik. Die neurologische Klinik verfügt über 125 Betten, die Klinik für Psychiatrie und Psychotherapie unter Leitung von Dieter Schoepf über 37 Betten und die Klinik für Psychosomatische Medizin und Psychotherapie über 30 Betten. Darüber hinaus betreibt die Klinik 15 Teilstationäre Betten der Psychiatrie in Weilburg. In der Klinik werden jedes Jahr über 10.000 Patienten stationär und ambulant behandelt.

## Kapelle
Das Klinikum ist an einem Hang errichtet. An der Oberseite des Hanges steht eine Kapelle für Patienten, Angehörige und Mitarbeiter zur Verfügung.

## Friedhof

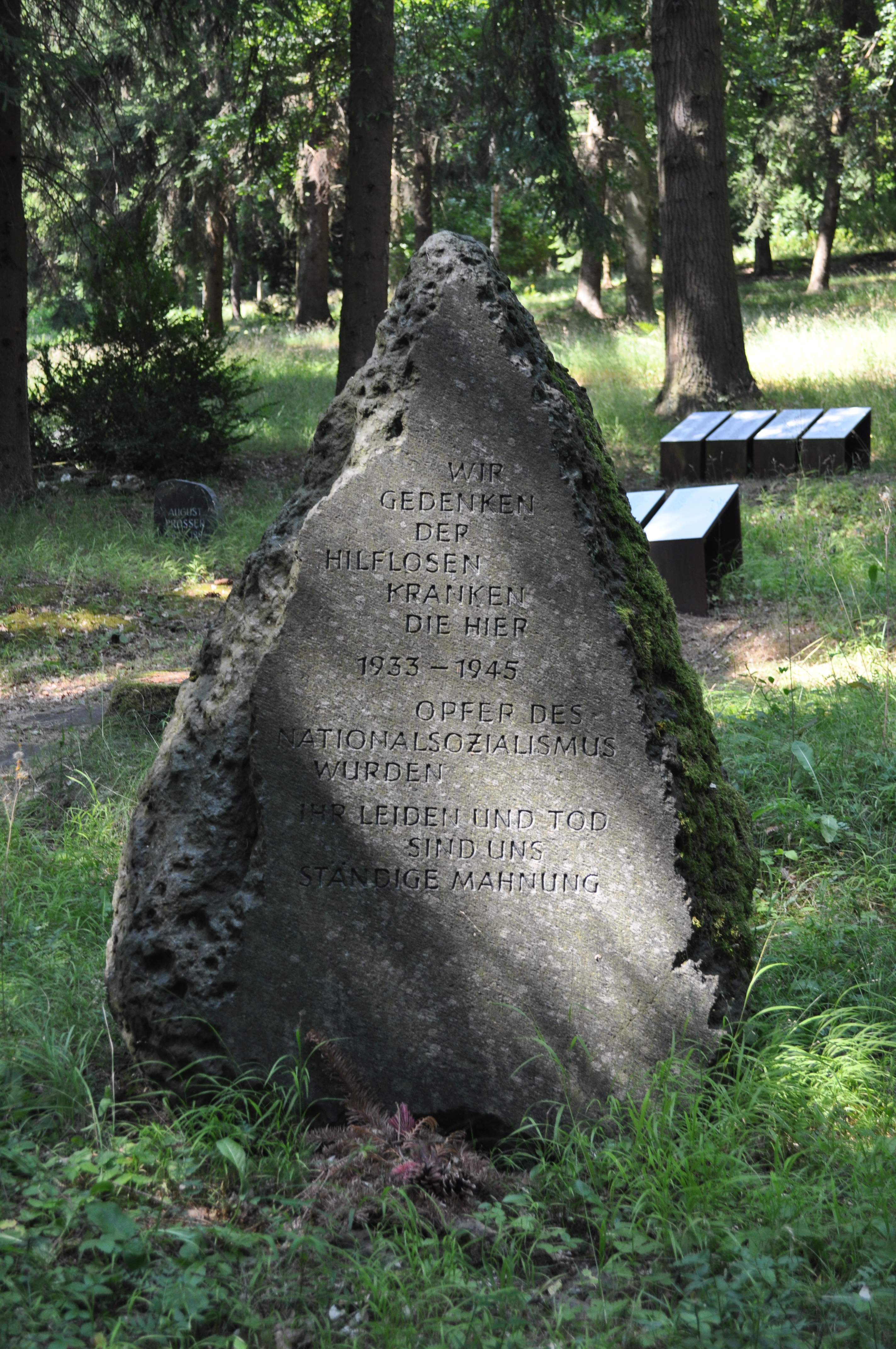
Gedenkstein an die im Rahmen der Nationalsozialistische Rassenhygiene ermordeten Personen auf dem Friedhof des Klinikums Weilmünster

Zwischen der Gründung 1897 und 1996 wurden die Verstorbenen der Klinik auf dem Waldfriedhof nahe dem Klinikum beigesetzt (sofern die Angehörigen nicht eine Beisetzung an anderem Ort wünschten). In den 1980er Jahren wurde das Gedenken an die Opfer der von den Nationalsozialisten verübten Morde sowie der Zwangssterilisationen zum Thema zahlreicher Veranstaltungen und zum Inhalt von Mahnmalen.
Im September 2003 wurde der Friedhof als Gedenkfriedhof für die Opfer der NS-Krankenmorde eingeweiht. Hier befinden sich die Gräber von über 3100 Opfern aus den Jahren 1937 bis 1945. Daneben sind hier die Gräber von Patienten und Mitarbeitern der Klinik aus andern Zeiten angelegt. An die NS-Opfer erinnert ein Gedenkstein.
Neben dem Patientenfriedhof befindet sich der Soldatenfriedhof. Gegenüber anderen Soldatenfriedhöfen fällt auf, dass die meisten Toten in den letzten Tagen des Krieges und viele nach Kriegsende verstorben sind. Grund ist, dass anfänglich nur solche Soldaten nach Weilmünster (also weit von der Front entfernt) verlegt wurden, deren Verwundungen nicht häufig zum Tode führten. Die Mangelsituation in den letzten Kriegsmonaten und der unmittelbaren Nachkriegszeit führte dann zu einer erhöhten Todesrate.

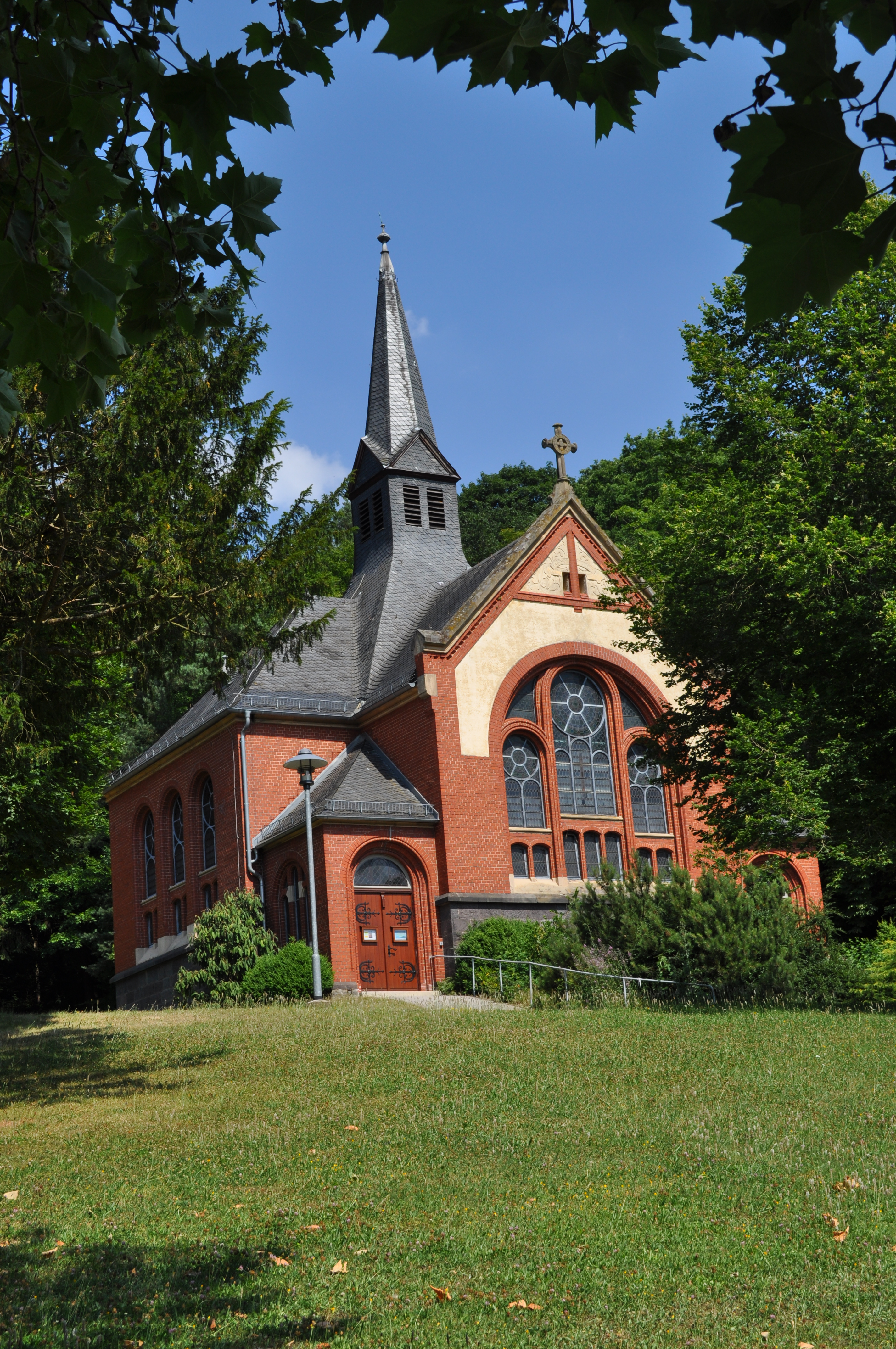
Kapelle des Klinikums Weilmünster
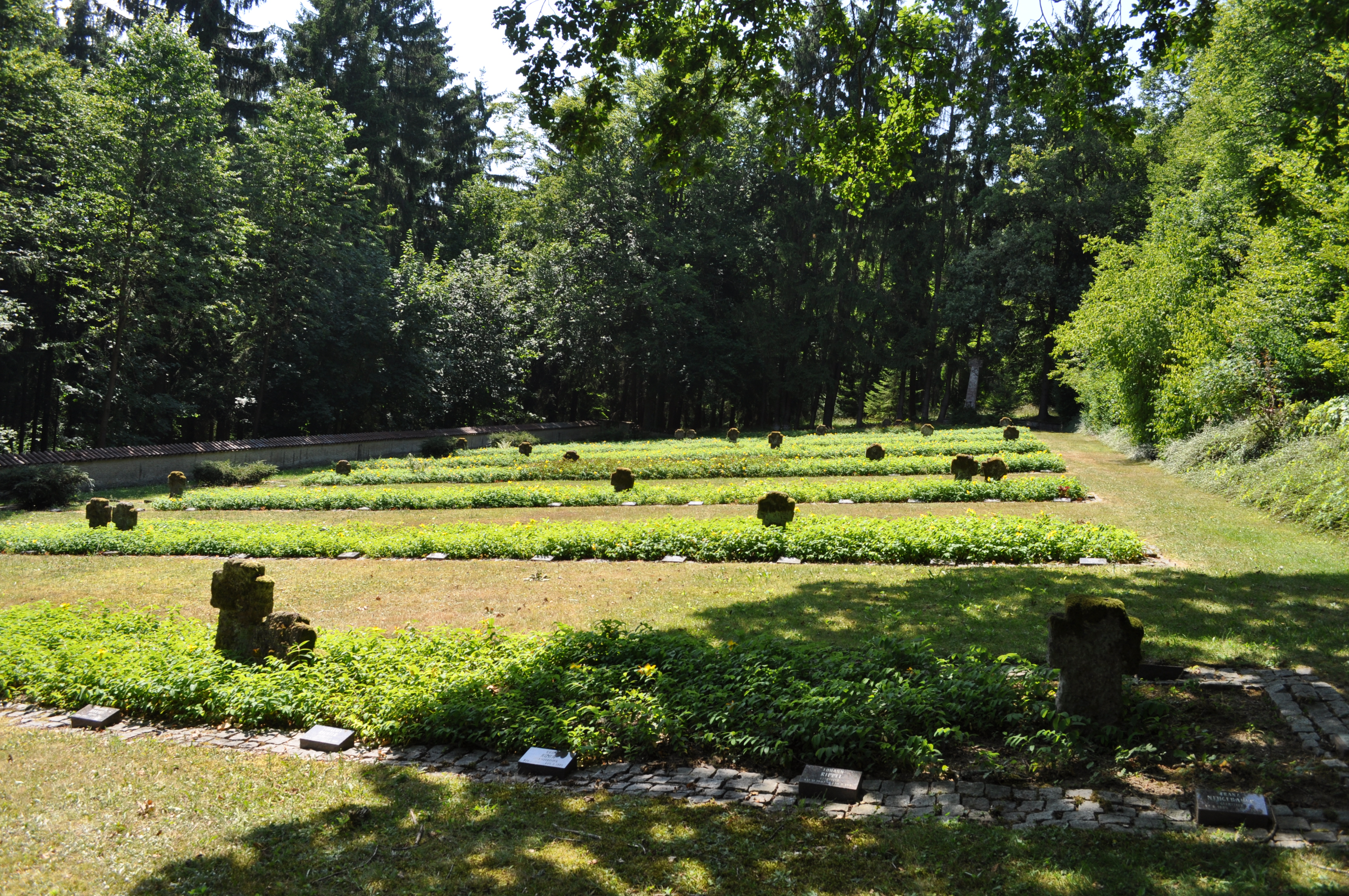
Soldatenfriedhof
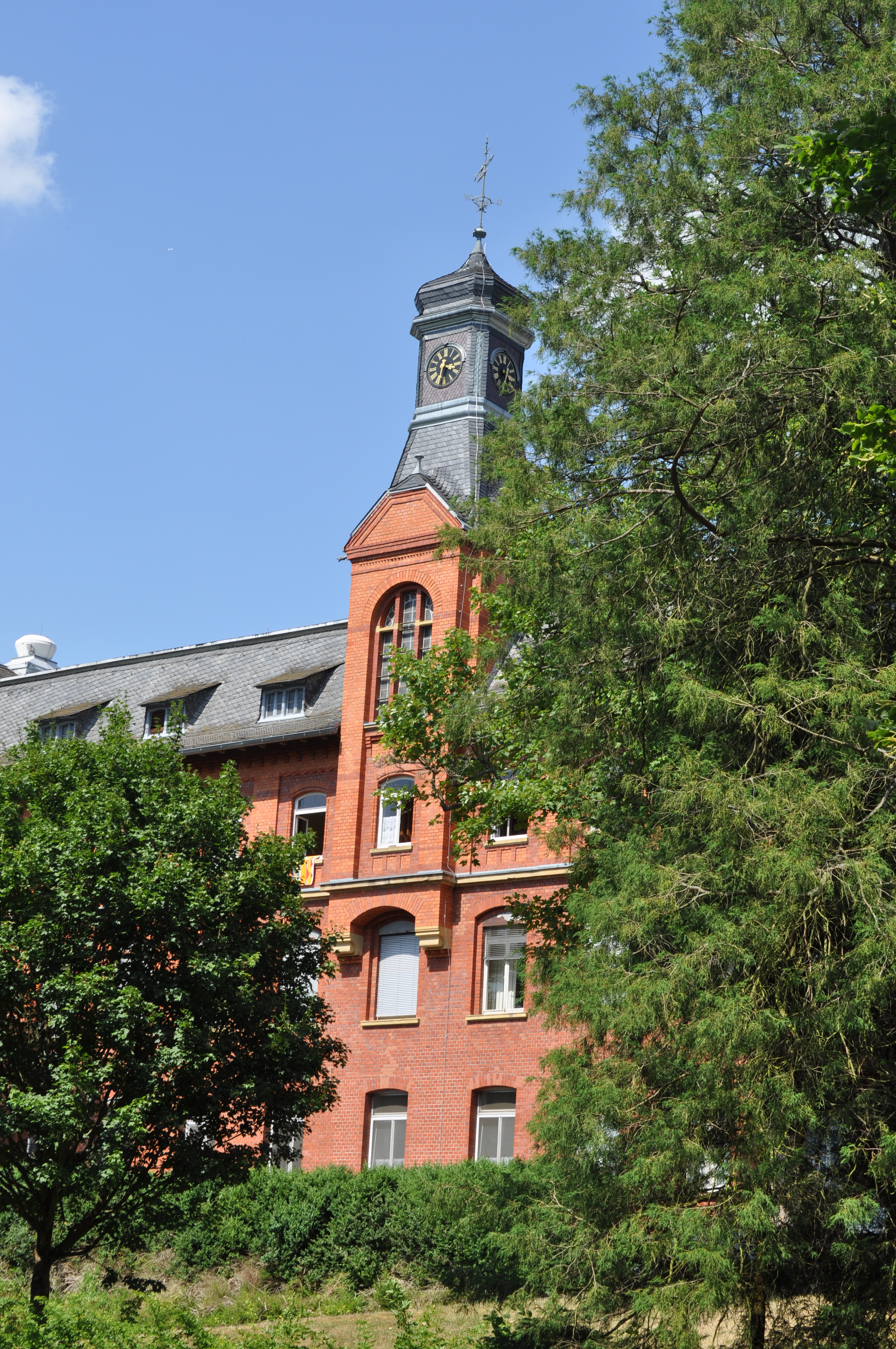
Turm des Wirtschaftsgebäudes